# Tiny Core Linux
Tiny Core Linux（タイニー・コア・リナックス）は、Linuxディストリビューションの1つである。

## 概要
Tiny Core Linux は、Damn Small Linux の開発者の1人であった Robert Shingledecker が中心となって開発が進められている。
HDDへインストールせずとも、CDやUSBメモリから起動が可能なライブディストリビューションである。
開発リーダーの Robert は Tiny Core Linux のプロジェクトにおいて「より小さな Linux」を作ることを標榜しており、Tiny Core Linux 自身(Core)は16MBしかなく、デスクトップ向け Linux としてはもっとも小さい部類に入る。一番大きいパッケージである CorePlus でも163MB。

## 配布種類
Version 4 から Tiny Core Linux では下記の種類で配布されている。容量は Version 12.0 のオリジナルによる ISO ファイルのサイズ。
Core
16MB。CUI利用を想定している。
TinyCore
21MB。GUIで動作する最小限のパッケージを備える。有線 LAN によるインターネット接続をサポートしている。
CorePlus
163MB。TinyCore に加えて無線 LAN によるインターネット接続、多数のウインドウマネージャを備える。

## システム要件
最小構成： Core は最低28MBの RAM が必要、Tiny Core を実行するには最低46MBの RAM が必要。最低限の CPU は Intel486 DX。
推奨される設定： CPU は Pentium II 以上、RAM は128MBを推奨。

## 遍歴
| バージョン | リリース日     | 備考   |
| ---------- | -------------- | ------ |
| 1.0        | 2010年6月7日   | 安定版 |
| 2.0        | 2010年7月19日  | 安定版 |
| 3.0        | 2011年9月25日  | 安定版 |
| 4.0        | 2013年9月14日  | 安定版 |
| 5.0.2      | 2013年10月18日 | 安定版 |
| 6.2        | 2015年5月3日   | 安定版 |
| 6.3        | 2015年5月30日  | 安定版 |
| 6.4        | 2015年9月8日   | 安定版 |
| 7.0        | 2016年2月23日  | 安定版 |
| 8.0        | 2017年4月9日   | 安定版 |
| 8.1        | 2017年9月3日   | 安定版 |
| 8.11       | 2017年9月7日   |        |
| 8.2        | 2017年9月22日  | 安定版 |
| 9.0        | 2018年2月26日  | 安定版 |
| 10.0       | 2019年1月20日  | 安定版 |
| 11.0       | 2020年2月9日   | 安定版 |
| 11.1       | 2020年4月1日   | 安定版 |
| 12.0       | 2021年2月17日  | 安定版 |
| 13.0       | 2022年4月25日  | 安定版 |
| 13.1       | 2022年5月8日   | 安定版 |

## システム
Tiny Core Linux では、起動の段階でシステムをメモリへ読み込み、終了の段階でファイルへ保存を行う Frugal を採用している。これにより稼働中のディスクアクセスを少なくし、高速化を実現できるメリットがある。メモリが少ないマシンには Swap 領域やスワップファイルを用いてメモリの代用を行う事が可能になっている。
初期状態ではアプリケーションは簡易なネットワーク機能、X Window System など、必要最小限のものしか入っておらず、Webブラウザやワープロソフトなどは一切入っていない。そのようなアプリケーションは各利用者がインターネットを通じ、Apps というパッケージ検索ブラウザを使ってパッケージファイル（拡張子は .tcz または .scm）をダウンロードし、インストールするようになっている。
インストールは起動段階でメモリに読み込まれる「OnBoot」と最初にパッケージを起動した際にメモリへ読み込まれる「OnDemand」があり、この2種類を活用してメモリの最適な利用を行う事ができる。
GUI 動作は TinyCore の場合、X Window System として独自の Tiny X、ウィンドウマネージャに flwm (初期は JWM) を使っており、OS 自体のサイズの小ささとあいまってその動作も軽快なものとなっている。CorePlus ではウィンドウマネージャとして JWM、IceWM、Flumbox、Hackedbox、Openbox も加わっている。

## 日本語での状況
非公式ながら日本語プロジェクトもいくつか存在している。しかし、日本語版は CorePlus でどれも80MB前後となっている。日本語によるサポートサイトも存在する。しかし、日本語版は4.5.2でアップデートが止まっている。

## 派生
公式な派生種として、Tiny Core Linux からGUIを省き、CUIで動作するMicro Core Linuxがある。Micro Core Linux の容量は Tiny Core Linux よりさらに小さく、6MB前後である。